# Міста Ямайки
|  | Службовий список статей, створений для координації робіт з розвитку теми. Це попередження не встановлюється на інформаційні списки і глосарії. |

Міста Ямайки:
- Кінгстон 580 000 чол. (2009)[1]
- Портмор — місто-супутник Кінгстона, 170 000 чол. (2010)[2]
- Спаніш-Таун — місто-супутник Кінгстона, 162 359 чол. (2010)[3]
- Мей-Пен 60 000 чол. (2010)
- Монтего-Бей 79 830 чол. (2010)[4]
- Саванна-ла-Мар 22 000 (2016)
- Порт-Антоніо 13 000

На Ямайці є два великих міста (які іноді ще називають сіті): Кінгстон і Монтего-Бей. Біля Кінстона є два міста-супутника (Портмор і Спеніш-Таун). Решта міст значно менші.